# Enrique Larrinaga
Enrique Larrinaga (Sestao, 20 giugno 1910 – Città del Messico, 8 maggio 1993) è stato un calciatore spagnolo.
In attività giocava nel ruolo di centrocampista. È il terzo calciatore più prolifico nella storia del Racing Santander. Dopo essersi ritirato dal calcio si dedicò alla medicina omeopatica.